# Corticaria punctulata
Corticaria punctulata är en skalbaggsart som beskrevs av Thomas Marsham 1802. Corticaria punctulata ingår i släktet Corticaria, och familjen mögelbaggar. Arten har ej påträffats i Sverige.